# Pulp Fiction
Pulp Fiction (1994) este un film american regizat de Quentin Tarantino, care a scris și scenariul împreună cu Roger Avary. Filmul este cunoscut pentru dialogul său spumos, eclectic, combinația ironică de umor și violență dar și pentru firul narativ nonlinear. Filmul a fost nominalizat la șapte premii Oscar, printre care pentru cel mai bun film; Tarantino și Avary au câștigat premiul pentru cel mai bun scenariu original. Filmul a câștigat de asemenea premiul Palme d'Or la ediția din 1994 a festivalului de la Cannes. Un mare succes critic și comercial, filmul a reîmprospătat cariera actorului principal John Travolta, care a primit o nominalizare la Premiul Oscar pentru cel mai bun actor, nominalizări primind și Samuel L. Jackson și Uma Thurman.
Regizat într-o manieră stilizată, Pulp Fiction prezintă intersectarea mai multor povești din care nu lipsesc mafioți, criminali mărunți și o valiză misterioasă. O durată considerabilă din film este dedicată conversațiilor și monologurilor care arată umorul, dar și perspectivele asupra vieții ale personajelor. Subiectul filmului, ca și alte filme ale lui Tarantino, nu este prezentat în ordine cronologică.
Considerat de unii critici ca fiind o comedie neagră, filmul este adesea etichetat ca un "neo-noir". Extrem de influent și în alte mass-media, Pulp Fiction este văzut ca o principala sursă de inspirație pentru filme care i-au urmat și care au adoptat diverse elemente din stilul său.

## Prezentare
„PULP - 1. Un țesut moale, umed, fără formă. 2 - Revistă sau carte cu un conținut nefiresc, de obicei tipărit pe hârtie aspră, neprelucrată.”—Începutul filmului
Narațiunea peliculei este redată în afara ordinii cronologice și urmărește trei povești principale interconectate. Fiecare dintre acestea are un protagonist diferit: Vincent Vega, un asasin plătit; Butch Coolidge, un boxer; și Jules Winnfield, partenerul de afaceri al lui Vincent.
Filmul începe cu un jaf, organizat la un restaurant de un cuplu de infractori, apoi trece de la o poveste la alta înainte de a se întoarce la restaurant pentru final. Există șapte secvențe narative; cele trei intrigi principale sunt precedate de intertitluri:
1. Prolog – Restaurantul (I)
2. Preludiul episodului „Vincent Vega și soția lui Marsellus Wallace”
3. „Vincent Vega și soția lui Marsellus Wallace”
4. Preludiul episodului „Ceasul de aur” (a – amintire, b – prezent)
5. „Ceasul de aur”
6. „Situația cu Bonnie”
7. Epilog – Restaurantul (II)

Dacă cele șapte secvențe ar fi ordonate cronologic, acestea ar fi aliniate astfel: 4a, 2, 6, 1, 7, 3, 4b, 5.

## Distribuție
- John Travolta . . . . . Vincent Vega
- Samuel L. Jackson . . . . . Jules Winnfield
- Uma Thurman . . . . . Mia Wallace
- Bruce Willis . . . . . Butch Coolidge
- Harvey Keitel . . . . . Winston Wolfe sau "The Wolf"
- Tim Roth . . . . . "Pumpkin" sau Ringo
- Amanda Plummer . . . . . Yolanda sau "Honey Bunny"
- Maria de Medeiros . . . . . Fabienne
- Ving Rhames . . . . . Marsellus Wallace
- Eric Stoltz . . . . . Lance
- Rosanna Arquette . . . . . Jody
- Christopher Walken . . . . . Căpitanul Koons

## Premii și nominalizări

### Premiul Oscar
- Cel mai bun scenariu original - Quentin Tarantino și Roger Avary (câștigat)
- Cel mai bun film - Lawrence Bender (nominalizat)
- Cel mai bun regizor - Quentin Tarantino (nominalizat)
- Cel mai bun actor - John Travolta (nominalizat)
- Cea mai bună actriță în rol secundar - Uma Thurman (nominalizat)
- Cel mai bun actor în rol secundar - Samuel L. Jackson (nominalizat)
- Cel mai bun montaj - Sally Menke (nominalizat)

### Premiul BAFTA
- Cel mai bun actor în rol secundar - Samuel L. Jackson (câștigat)
- Cel mai bun scenariu original - Quentin Tarantino și Roger Avary (câștigat)
- Cel mai bun film - Lawrence Bender și Quentin Tarantino (nominalizat)
- Cel mai bun regizor - Quentin Tarantino (nominalizat)
- Cea mai bună actriță - Uma Thurman (nominalizat)
- Cel mai bun actor - John Travolta (nominalizat)
- Cea mai bună imagine - Andrzej Sekuła (nominalizat)
- Cel mai bun montaj - Sally Menke (nominalizat)
- Cel mai bun sunet - Stephen Hunter Flick/Ken King/Rick Ash/David Zupancic (nominalizat)

### Premiul Globul de Aur
- Cel mai bun scenariu - Quentin Tarantino (câștigat)
- Cel mai bun film (dramă) - Lawrence Bender (nominalizat)
- Cel mai bun regizor - Quentin Tarantino (nominalizat)
- Cel mai bun actor (dramă) - John Travolta (nominalizat)
- Cel mai bun actor în rol secundar - Samuel L. Jackson (nominalizat)
- Cea mai bună actriță în rol secundar - Uma Thurman (nominalizat)